# Емергенці
Емергенці (нім. emergenz – поява, від лат. emergo - з'являюся, виходжу) - особливі вирости на поверхні епідермісу рослин, у формуванні яких, крім шкірки, беруть участь і клітини, що лежать під нею.

До емергенців відносяться шипи, що покривають ніжки листя і молоді пагони у троянди, малини, ожини. Іноді до емергенців відносять волоски хмелю, шипи на плодах багатьох зонтичних, каштана кінського, дурману. Існують перехідні форми між емергенцями та трихомами. Емергенці розташовуються на епідерміс безладно і цим відрізняються від морфологічно подібних з ними колючок.Епідерміс утворюється як зовні органу, а й усередині, якщо в органі формується порожнину. Наприклад, тканина, що вистилає порожнину плодів (гороху, бобів, квасолі, маку, дурману тощо), за своїм походженням ідентична епідермісу зовнішньої стінки плода.
|                                                                        |  |  |
| Шипи на стеблах шипшини (Rosa), ожини (Rubus) та малини (Rubus idaeus) |  |  |